# Holopsis flavoocellus
Corylophodes flavoocellus là một loài bọ cánh cứng trong họ Corylophidae. Loài này được Blatchley miêu tả khoa học đầu tiên năm 1927.